# José Falcón

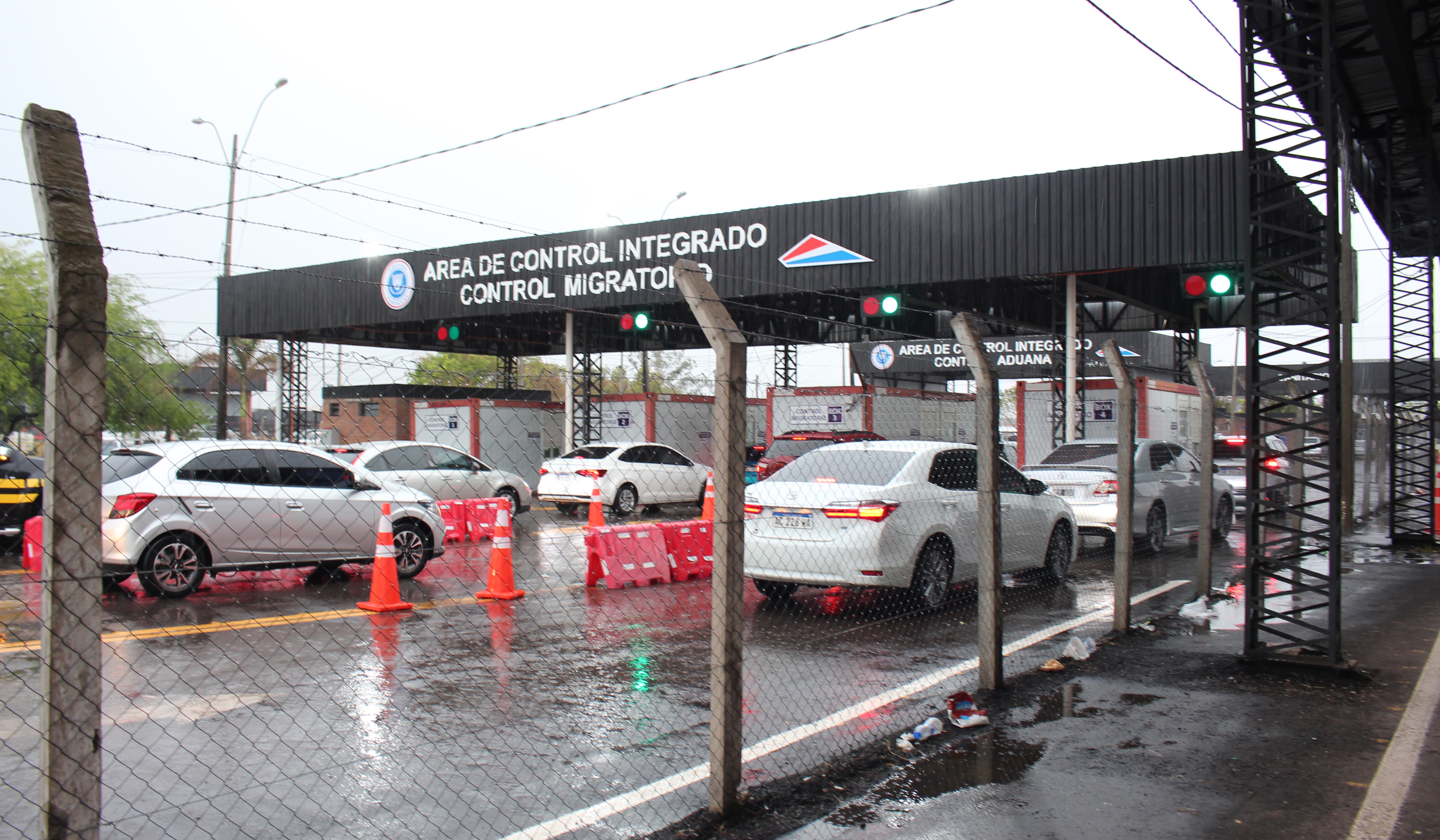
Alfândega de José Falcón.

José Falcón é um distrito paraguaio do departamento de Presidente Hayes, localizado a 40 km de Assunção, na fronteira com Clorinda, Argentina.

## Etimologia
Seu nome é uma homenagem a José Falcón (1810 - 1881), diplomata paraguaio que em 1878, após a Guerra do Paraguai, foi encarregado de defender a causa paraguaia sobre o território do Chaco Boreal, que na época estava em disputa com a Argentina e foi sujeito a arbitragem oficializada pelo presidente dos Estados Unidos, Rutherford B. Hayes, no caso conhecido como «Arbitragem de Hayes». Devido aos sólidos argumentos e documentos apresentados por Falcón e Benjamín Aceval, a arbitragem foi vencida pelo Paraguai e o território permaneceu definitivamente dentro do território paraguaio.

## Demografia e economia
Possui uma população de 4.105 habitantes. Sua economia é baseada principalmente no comércio e turismo.

## Transporte
A principal rodovia que passa pela cidade é a Rota PY9 "Transchaco", que atravessa pelo meio o Chaco paraguaio e o conecta com a capital, Assunção.
Outra importante rodovia é a Rota 12 (atualmente estrada de terra), que a liga a vários municípios pequenos da bacia do rio Pilcomayo, no lado paraguaio.
Possui também a Ponte Internacional San Ignacio de Loyola, que a liga diretamente a Clorinda, Argentina. Esta ponte é a principal passagem de fronteira para veículos nesta região.